# Некэ, Иси-Узо

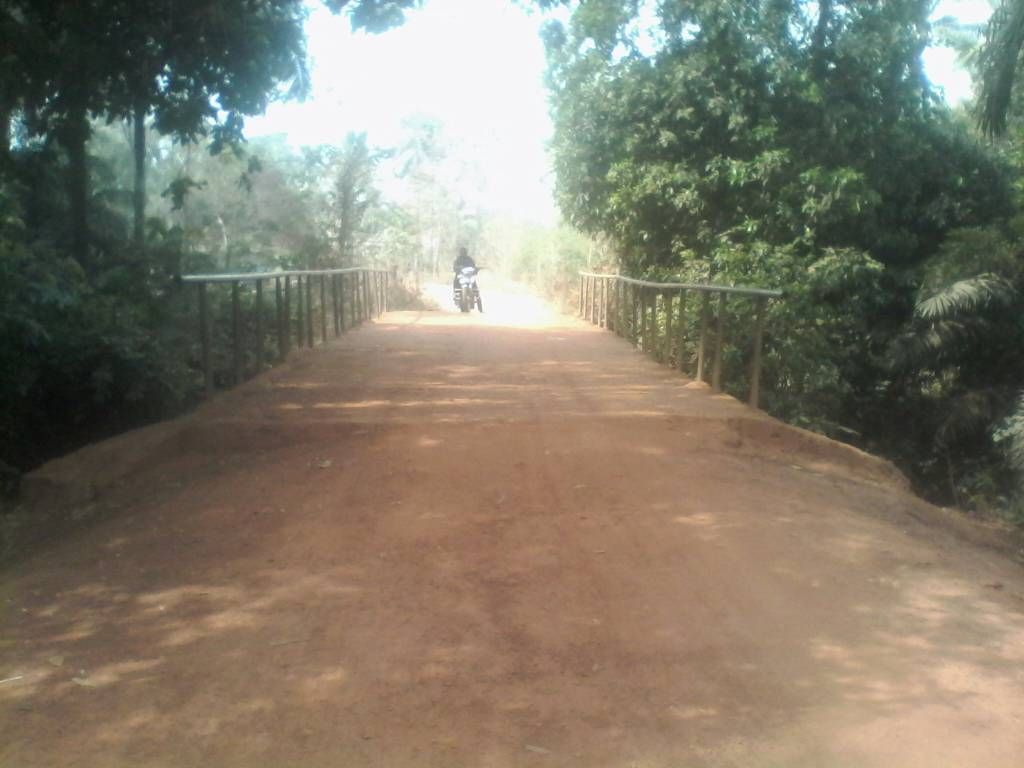
Мост через реку Аманьи

Некэ — город, расположенный в районе местного самоуправления Иси-Узо штата Энугу на юго-востоке Нигерии, граничит с шестью другими городами: Найк (Nike Lake Resort), Икем (столица местного самоуправления), Мбу, Эха Амуфу, Оболло и Уму-Эро. Некэ — небольшой город с крепкими традициями. В доколониальную эпоху жители Некэ были известны как грозные воины, которые занимали важную экономическую позицию в соседних районах. В настоящее время в Некэ расположены 5 основных районов: Ишиену, Акпани, Обегу Аба, Умугу и Умуегу. Эти районы представляют собой деревни, состоящие из кланов, которые играют важную роль в социальной структуре города.
Географически Некэ расположен между двумя крупными городами — Энугу и Нсукка, что делает его важной транспортной точкой для торговцев и пассажиров, путешествующих по маршруту Энугу-Нсукка.

## Политика
Некэ является частью района местного самоуправления Иси-Узо, который находится в восточной сенатской зоне Энугу, хотя до 1996 года Иси-Узо относился к геополитической зоне Нсукка. В 1976 году первым председателем местного самоуправления Иси-Узо был назначен вождь Сэм Нварох, выдающийся сын Неке. Покойный вождь Нварох позднее стал членом Палаты представителей и первым игве Неке.

## Язык и культура

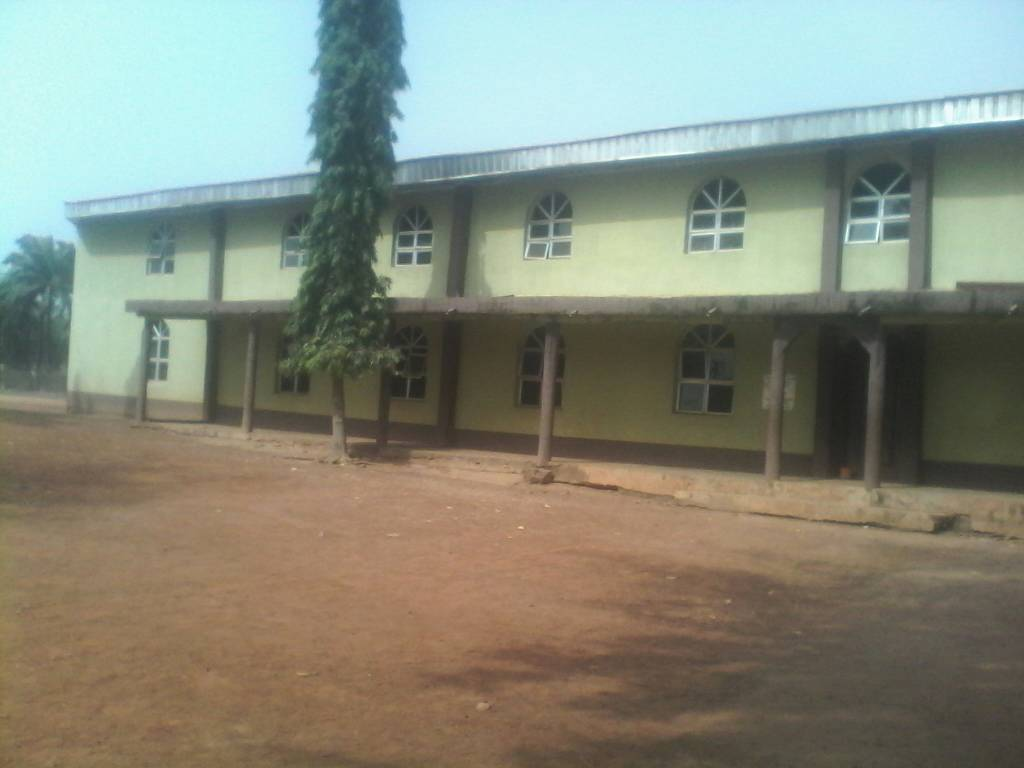
Англиканская церковь св. Стефана, Неке

Жители Некэ говорят на диалекте игбо, который является промежуточным между диалектами Энугу и Нсукка. Городские жители, как правило, исповедуют как традиционную религию, так и христианство, хотя христианство значительно повлияло на традиционные верования. Основные христианские конфессии в Некэ — Англиканская церковь святого Стефана и католическая церковь святого Патрика.
Жители Некэ отмечают несколько значимых ежегодных фестивалей, таких как Онва-Асаа, Аджу, Игвокоджи, Отэ Мгбереке, Игеде и Оканга. Эти фестивали отражают культурные и сезонные изменения и играют важную роль в объединении местного сообщества.
Популярные народные титулы, используемые в Некэ, включают Oхa и Игеде. Oхa — это титул старейшего человека в сообществе, в то время как Игеде — титул королевского отца.

## Экономика
Основной деятельностью местного населения является сельское хозяйство, так как город обладает плодородными землями. Важнейшие сельскохозяйственные культуры включают ямс, пальмовое масло и кассаву. Эти продукты продаются на двух основных рынках города: Нкво и Рудные. Рынок Нкво является наиболее популярным благодаря своему центральному расположению.

## Образование
Начальная школа общины Святого Патрика
Средняя школа, Неке
Иси-Узинский технический колледж, Икем-Неке

## Почтовые индексы для 5 основных районов
Акпани 412105; Исиену 412105; Обегу-Аба 412105; Умуегу 412105; Умугу 412105